# سابونارا
سابونارا (بالإيطالية: Saponara)‏ هي بلدية في مقاطعة ميسينا في صقلية الإيطالية.

## السكان
في سنة 1861 بلغ عدد السكان 3٬402 نسمة، وتطور العدد ليصل في سنة 2011 لـ 4٬078 نسمة.
يظهر هذا المخطط البياني تطور النمو السكاني لـ سابونارا